# Dior Homme
Dior Homme est le nom de l'univers masculin de la maison Christian Dior depuis 2001. Créé de toutes pièces par Hedi Slimane, il remplace la ligne masculine classique de Dior intitulée Christian Dior Monsieur. Hedi Slimane en a été le directeur artistique de 2001 à 2007, avant d'être remplacé, à la suite de son départ, par son ancien assistant Kris Van Assche. C'est une  marque appartenant à la société Christian Dior Couture.
Dior Homme est aussi le nom donné à un parfum de Dior.

## Origines
La première ligne Dior Homme fut présentée lors de l'hiver 2001-2002, héritière de la ligne de prêt-à-porter pour homme Christian Dior Monsieur datant des années 1970.
Le premier directeur artistique de la marque Dior Homme est Hedi Slimane qui créé entièrement les structures de celle-ci, en particulier l'atelier de confection des prototypes.  
En 2007, Kris Van Assche est nommé directeur artistique de la marque en remplacement d'Hedi Slimane.

## Inspiration
Hedi Slimane a donné à la marque une tonalité « rock » tant au niveau des vêtements avec l'introduction des jeans slim et des blousons en cuir qu’au niveau des accessoires. 
La jeunesse anglo-saxonne et la scène rock des années 2000 sont des sources d'inspiration fortes. 
Les tenues Dior Homme, en particulier les costumes, imposent un style particulier avec un côté étriqué, au plus près du corps, ce qui a pour but d'élancer la carrure. 
Cette nouvelle silhouette a radicalement changé l'image de Dior, jusque-là très conservatrice. Les mannequins choisis alors par Slimane sont parfois des garçons repérés durant des castings de rue improvisés à Paris, Londres ou Los Angeles. Ils sont choisis pour leur minceur et leur apparence juvénile.  
À partir de 2007, Hedi Slimane laisse la place au styliste belge Kris Van Assche (son ancien assistant chez Dior). Kris Van Assche applique un style plus formel et minimal. Au fil des saisons, il assouplit la silhouette noire et raide devenue trop cliché à cause de son succès et opte pour des mannequins qui apportent une allure athlétique à la silhouette filiforme de Dior Homme.
En mars 2018, le britannique Kim Jones devient le nouveau directeur artistique des collections homme. Il était le directeur artistique de la ligne homme chez Vuitton depuis 2011.

## Autour de la marque

### Boutiques
D'abord commercialisée dans les boutiques Dior, la marque est ensuite apparue sous forme de corners dans les grands magasins (Galeries Lafayette, Printemps, le Bon Marché…) avant l'installation de boutiques spécifiques Dior Homme. La plus importante est située dans l’adresse historique de Dior au 30 avenue Montaigne, à Paris. 
Du temps où il était directeur artistique, Hedi Slimane s'est occupé de l'architecture de ces boutiques (à l'exception de la boutique de l'avenue Montaigne qui a été rénovée par le designer Peter Marino), qui étaient alors toutes créées avec les mêmes matériaux : laque noire et blanche, aluminium et miroirs. Pour chaque boutique, un artiste contemporain était invité à décorer les cabines d'essayage. 
Les boutiques Dior Homme sont présentes dans le monde entier.

### Bande-son des défilés
Depuis qu'il a repris les rênes, Kris Van Assche a opté pour une bande son électro, plus en accord avec la modernité et le minimalisme de ses collections que les musiques réalisées auparavant par Hedi Slimane en collaboration avec des artistes de la scène rock du début des années 2000 (Phoenix, Beck ou The Rakes).

### La photographie
Depuis 2009, Karl Lagerfeld, directeur artistique de Chanel mais grand amateur du style "Dior Homme", réalise les photographies de la campagne de publicité officielle ,.
Cependant, depuis le Printemps/Été 2011, Kris Van Assche dirige chaque saison une seconde campagne plus artistique et diffusée dans des magazines plus sélectifs. Ces campagnes se composent d'une série de photos et d'une vidéo réalisées par Willy Vanderperre.

### Polémique autour de l'anorexie
Au début des années 2000, la maigreur frappante des modèles masculins a conduit certains observateurs à conclure que Dior Homme encourageait l'anorexie. Argument réfuté par le directeur artistique de l'époque, Hedi Slimane, dans une interview au journal Le Monde en 2007. Expliquant que sa démarche créative correspondait au contraire à un retour hédoniste au corps, par opposition au style masculin qui dissimulait jusqu’alors les contours de la silhouette, Hedi Slimane dit ainsi : « Il fallait retrouver le sens du corps, redéfinir l'aspect structurel, affiner la silhouette pour affirmer l'allure. Le costume n'avait pas bougé depuis les années 1980. (…) Replacer les épaules, retrouver une nervosité, un maintien, faire des choix plus marqués de matières, c'était induire une tradition hédoniste. »
La polémique prend fin avec l’arrivée chez Dior Homme de Kris Van Assche, qui fait évoluer la silhouette, en l’étoffant et en la faisant gagner en confort et en souplesse.  Dès lors les mannequins Dior Homme sont plus athlétiques, moins longilignes. Kris Van Assche explique dans une interview : « Cela ne sert à rien de voir défiler une belle veste sur une silhouette malingre… »

### Le culte
De par la façon radicale dont Dior a renouvelé la silhouette masculine, la marque a suscité un énorme engouement dans le milieu de la mode. 
Elle a généré de nombreux fans à travers le monde, dans des milieux divers. On citera des artistes de la scène rock (Mick Jagger, Pete Doherty, David Bowie, Courtney Love, Franz Ferdinand), et des célébrités comme Jude Law. Le couturier de Chanel, Karl Lagerfeld, grand fan de la marque, a avoué avoir suivi un régime pour perdre plus de quarante kilos afin de pouvoir enfiler les costumes d'Hedi Slimane.
En 2009, 20 % des vêtements Dior Homme seraient achetés par des femmes. Cela a abouti en novembre de la même année à une collection de jeans dédiée aux femmes baptisée Petite Taille, lancée à la suite d'une expérience concluante au Japon.  
Victime de son succès, Dior Homme doit faire face désormais à la contrefaçon de ses articles.

### Partenariats
En septembre 2021, Dior annonce la signature d'un contrat de deux ans pour habiller les footballeurs du PSG. C'est la première fois que Dior collabore avec des sportifs.

## Management

### Dirigeant
La marque Dior Homme appartient à l'entreprise Christian Dior Couture intégrée à LVMH.